# Tandenstoker

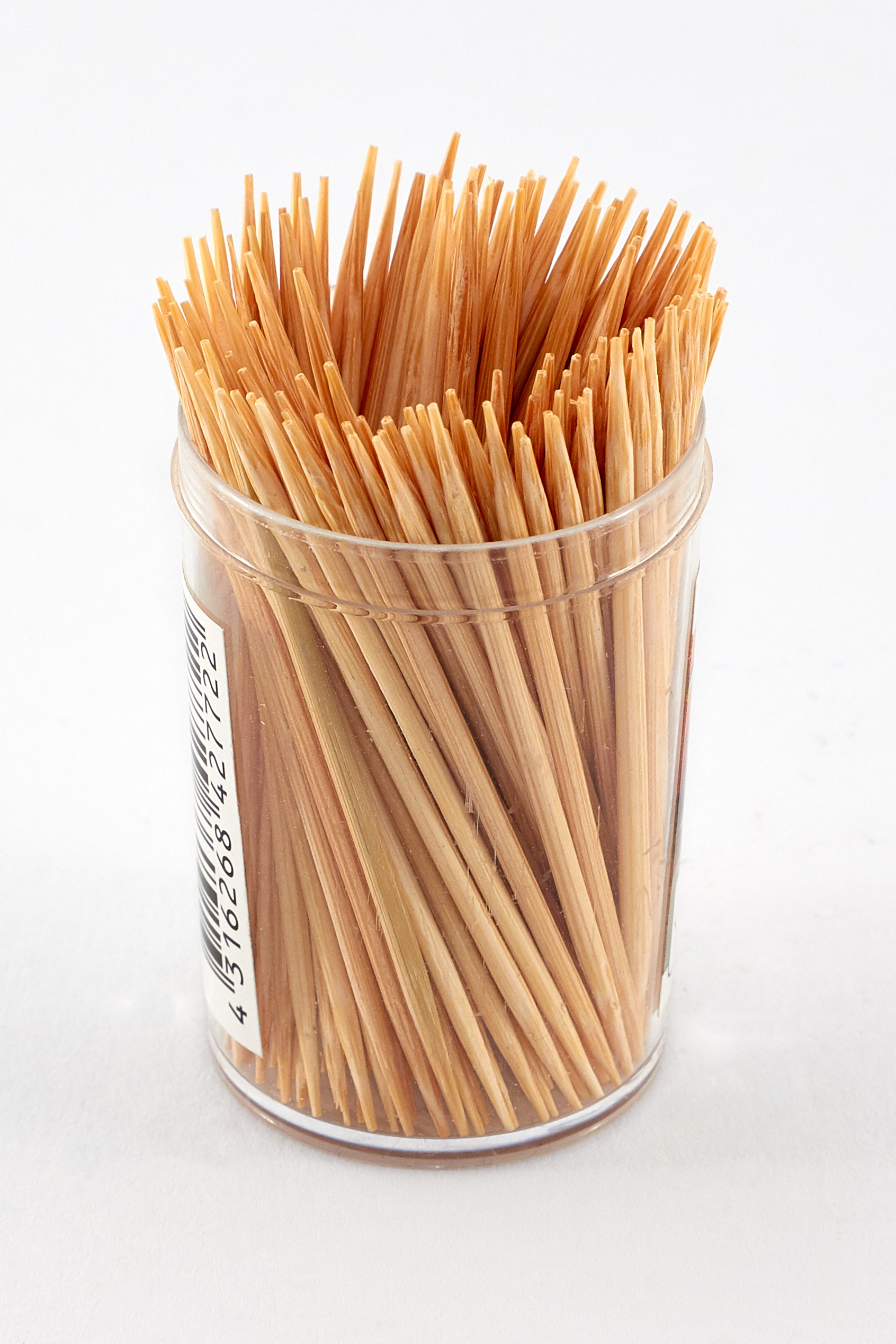
Een potje houten tandenstokers

Een tandenstoker is een middel om resten van eten te verwijderen tussen tanden, om zo tandbederf tegen te gaan. Een alternatief is het gebruik van tandzijde.
Alleen echte tandenstokers zijn daadwerkelijk bruikbaar. Cocktailprikkers of andere puntige voorwerpen worden ook vaak gebruikt, maar dat is niet aan te raden.
Vaak zijn tandenstokers driehoekig zodat ze goed tussen de tanden passen. De spleet tussen de tanden (= de interdentale ruimte) is in de gezonde situatie ook een driehoekje.

## Geschiedenis
De tandenstoker is in alle culturen bekend en het oudste instrument voor tandreiniging. Hominine-resten uit Georgië, die zo'n 1,8 miljoen jaar oud zouden zijn, wijzen op het herhaaldelijk gebruik van een 'tandenstoker'.
Een in Spanje gevonden kaakbeen van een neanderthaler gevonden vertoonde het gebruik van een tandenstoker aan om pijn in de tanden te verlichten. De pijn werd veroorzaakt door parodontitis en gebitsslijtage. Bronzen tandenstokers zijn gevonden als grafvoorwerpen in prehistorische graven in Noord-Italië en ten oosten van de Alpen. In 1986 ontdekten onderzoekers in de Amerikaanse staat  Florida de 7.500 jaar oude overblijfselen van indianen die kleine groeven hadden tussen de kiezen, de oorzaak daarvan zou rigoureuze gebitsreiniging zijn geweest.

## Gebruik
Om te voorkomen dat de tandenstoker breekt, moet deze eerst bevochtigd worden door hem korte tijd in de mond te houden.
De platte kant van de tandenstoker (driehoek) hoort naar het tandvlees gericht zijn. Vervolgens wordt de tandenstoker tussen de tanden gedrukt tot de weerstand. Deze weerstand is het contactpunt tussen de tanden en daar gaat met name veel tandplak zitten. De volgende stap is de tandenstoker iets door het contactpunt te drukken.
In het begin kan dit bloedend tandvlees geven. Dat is een teken van tandvleesontsteking. Door regelmatig te tandenstoken zullen de bloedingen verdwijnen.